# Le Club des cinq joue et gagne
Le Club des cinq joue et gagne est le 6e roman de la série Le Club des cinq créée par Enid Blyton.
Le roman, publié en 1947 au Royaume-Uni sous le titre « Five on Kirrin Island Again », a été publié en France en 1956 dans la Bibliothèque rose des éditions Hachette. 
Il évoque la disparition mystérieuse de M. Dorsel sur l'île de Kernach. Les Cinq vont tenter de le retrouver et découvrir qui l'a enlevé.

## Personnages principaux
- Les Cinq
  - François Gautier (VO : « Julian »)
  - Mick Gautier (VO : « Dick »)
  - Annie Gautier (VO : « Anne »)
  - Claude Dorsel (VO : « George »)
  - Dagobert (chien) (VO : « Timothy »)
- M. Dorsel
- Martin : adolescent taciturne et solitaire
- Le père de Martin
- Des bandits

## Résumé
Remarque : le résumé est basé sur l'édition cartonnée non abrégée parue en 1956 en langue française.

### Mise en place de l'intrigue
Chapitres 1 à 9.
Pour les vacances de Pâques, les Cinq se retrouvent à Kernach. Mais Claude apprend qu'ils ne pourront pas bivouaquer dans « son » île : son père souhaite y effectuer des expériences scientifiques importantes et y a érigé une tour démontable pour y faire ses expériences. 
Avec Mme Dorsel, les Cinq se rendent sur l'île pour y rencontrer oncle Henri. Celui-ci est « invisible ». Malgré des recherches sur toute l'île, les jeunes gens ne voient pas où se trouve Henri Dorsel. Le savant apparaît peu après sans que les enfants aient pu déterminer d'où il venait. Henri Dorsel et les enfants se mettent d'accord sur le fait que M. Dorsel, pour bien marquer que tout va bien, émettra deux fois par jour, à 10 h 30 et 22 h 30, des signaux lumineux depuis le haut de la tour qu'il a installée. 
Le lendemain, les Cinq font connaissance avec Martin, un adolescent taciturne et solitaire. Son père se montre intéressé par les recherches de M. Dorsel sur l'île. 

### Aventures et enquête
Chapitres 10 à 18.
Deux jours après, M. Dorsel émet 18 signaux lumineux au lieu des 6 prévus. Mme Dorsel et les Cinq se rendent de nouveau sur l'île. M. Dorsel leur explique qu'il pense ne plus être seul sur l'île (il a entendu quelqu'un tousser et a retrouvé un mégot de cigarette) : il demande à Claude de bien vouloir lui « prêter » Dagobert. Avec réticence, Claude accepte. Puisque l'île est entourée de dangereux récifs et que son accès par mer est difficile, les Cinq supposent que l'inconnu est venu par les airs et qu'il est venu en parachute. 
Ils retrouvent la vieille carte de l'oncle Henri indiquant la topographie du château (actuellement en ruines) et de ses souterrains. Ils découvrent qu'ils ne connaissaient pas une partie de ces souterrains. Sans doute oncle Henri a-t-il découvert une cavité secrète et y fait-il ses expériences scientifiques. Le lendemain soir, Claude est perturbée : elle craint que son père ne nourrisse pas correctement Dagobert. 
En pleine nuit, Claude quitte secrètement la maison, prend une barque et se dirige vers l'île. Elle accoste et découvre la présence deux inconnus sur l’île, tandis que son père est invisible. Elle parcourt les souterrains et retrouve son père, retenu prisonnier. Il lui remet son carnet de notes en la priant de le cacher, et lui indique où se trouve retenu Dagobert. Claude court à la recherche de son chien. Elle le délivre, lui insère le carnet de son père dans la gueule et lui ordonne de se cacher dans l'île. Puis elle est repérée par les bandits. 
Claude et son père sont enfermés ensemble dans une pièce. Les bandits ont l'intention de faire exploser tous les souterrains pour faire disparaître les travaux de M. Dorsel.

### Dénouement et révélations finales
Chapitres 19 à 21.
Pendant la nuit, Annie se réveille et constate la disparition de Claude. Elle en parle à ses deux frères. Les enfants voient ensuite arriver Dagobert. Le chien a emprunté un souterrain secret reliant les grottes de l’île à la terre ferme et est allé directement à la villa des Dorsel. Les enfants comprennent qu’il se passe des choses graves dans l'île. 
Au petit matin, ils demandent de l’aide à des pêcheurs. Ils prennent le souterrain et arrivent dans la grotte. Claude et M. Dorsel sont délivrés. Les bandits sont ultérieurement arrêtés. 
Le père de Martin faisait partie de la bande. On apprend que ce n’était pas son père mais seulement son tuteur. Ce dernier sous les verrous, l'adolescent va pouvoir faire le métier qu'il aime, celui de peintre.

## Remarque
Enid Blyton évoquera de nouveau l'existence d'une tour dans laquelle un savant (M. Lagarde) effectuera des recherches scientifiques (volume 21 : Le Club des cinq en embuscade).